# Jim Reeves
James Travis Reeves (20 de agosto de 1923 - 31 de julio de 1964). Considerado figura emblemática de la música popular norteamericana, debido al novedoso Sonido Nashville que popularizó, fue un cantante y compositor que ganó popularidad en los años 1950 y 60 debido a la calidad de sus interpretaciones y la originalidad de sus números.
Su fama se expandió posteriormente por una buena parte del mundo recibiendo el calificativo de "El caballero Jim". A pesar de haber fallecido infortunadamente a la edad de 40 años en un accidente aéreo, su música sigue siendo recordada y forma parte del Salón de la Fama de la Música Country y de la Música Country Texana.

## Biografía
Jim Reeves nació en Galloway, Texas, una pequeña comunidad rural cercana a Carthage. Al obtener una beca de la Universidad de Texas, se enroló en el estudio de Discurso y Drama, pero abandonó los estudios después de seis semanas para irse a trabajar a los Astilleros de Houston. Pronto regresó al béisbol jugando en las ligas semi-profesionales antes de firmar para Los Cardenales de San Luis, en 1944 como pitcher diestro. Permaneció en las ligas menores por espacio de tres años antes de sufrir daños en su nervio ciático
en el ejercicio del pitcheo lo que terminó su carrera atlética.
Reeves comenzó a trabajar como DJ (animador) y cantaba en vivo. A finales de los 40s firmó para un par de discográficas pequeñas localizadas en Texas pero sin éxito. Influenciado por artistas del swing de la región oeste como Jimmie Rodgers y Moon Mullican y de figuras como los crooners Bing Crosby, Eddy Arnold y Frank Sinatra no llevó mucho tiempo que se ganara un sitio en la industria musical. Fue miembro de la banda de Moon Mullican e hizo algunas grabaciones primigenias al estilo Mullican como "Each Beat of my Heart" (cada latido de mi corazón) y "My Heart's Welcome Mat" que datan de finales de los 40 y principios de los 50.
Eventualmente se mantuvo activo como anunciador en la KWKH-AM en Shreveport Louisiana hogar del popular Louisiana Hayride. El suceso musical de Reeves ocurrió cuando el cantante Sleepy LaBeef se retrasó en su cita para actuar en el Hayride, de acuerdo a la versión de Frank Page quien fungía como maestro de ceremonias. Le pidieron a Reeves que ocupara el espacio musical. Otras versiones señalan que en realidad la ausencia fue de Hank Williams otra gran figura de la música norteamericana.

## Éxito inicial en los 50s
Los primeros éxitos de Reeves dentro del género country fueron "I love you" (en un memorable dueto con Ginny Wright), Mexican Joe (pieza dedicada a José Barrera un artista mexicano de show ecuestre famoso en los Estados Unidos), Bimbo y otras canciones que quedaron registradas para los sellos Fabor Records y Abbot Records. grabó solamente un álbum para Abbott en 1955 llamado Jim Reeves Sings (Jim Reeves canta) (Abbott 5001). Cansado se mudó al sello RCA Victor. En 1955, Reeves firmó un contrato por 10 años de grabaciones el cual fue efectuado por Stephen Sholes, quien produjo algunas de las primeras grabaciones y quien firmó a Elvis Presley para el sello el mismo año.
En sus primeras grabaciones para la RCA, Reeves conservaba el estilo ruidoso de sus primeras grabaciones lo cual era considerado estándar en los cantantes del género country y western en aquel tiempo. Suavizó su volumen usó un registro bajo y canto con los labios casi cerca del micrófono, no obstante encontró algo de resistencia en la RCA; hasta 1957 en que apoyado por su productor de entonces Chet Atkins, usó este estilo en su versión de una canción demo de amor perdido, escrita desde la perspectiva de una mujer (estructurada para una cantante femenina). "Four Walls" (Cuatro paredes) no sólo logró posicionarse dentro de los charts de música country, sino que alcanzó la posición número 11 dentro de las listas de música popular. Reeves no sólo abrió las puertas a una mayor aceptación de los cantantes country sino que ayudó como guía para entender el nuevo estilo de country, usando violines y arreglos firmes que respaldaban rítmicamente lo que fue conocido como Sonido Nashville.
Reeves ganó fama como crooner debido a su cálida y aterciopelada voz. Sus canciones fueron resaltables por la simple elegancia enaltecida por su luminosa voz de barítono. Canciones tales como "Adiós amigo", "Welcome To My World"(Bienvenido a mi mundo) y Am I Losing You?(Estoy perdiéndote?) lo demuestran cercanamente. Sus canciones navideñas permanecen como perennes favoritas, se incluyen "Silver Bells" (Campanas plateadas), "Blue Christmas" (Navidad Triste) y "An Old Christmas Card (Una vieja postal navideña)

## Principios de los 60 y fama internacional
Reeves colocó su más grande éxito con una composicioón de Joe Allison llamada "He'll Have To Go", un enorme éxito en ambas listas la Country y la Pop, lo cual le hizo acreedor a un disco de platino. Lanzado en 1959, logró la posición número 1 de Billboard's Hot C&W Sides el 8 de febrero de 1960, en donde permaneció por 14 semanas consecutivas. El historiador de música country Bill Malone anota que mientras era de muchas maneras un cantante convencional de country, los arreglos y coros vocales "colocaron esta grabación en la vena popular country". Adicionalmente, Malone elogia el estilo vocal de Reeves dado su "nivel resonante natural" para proyectar "el acariciante estilo que lo hizo famoso" como el porqué "mucha gente se refiere a él como el cantante del toque de terciopelo". En 1975, El productor de la RCA Chet Atkins dijo a un entrevistador: "Jim quería ser tenor pero yo quería que fuera barítono... Después cambió su voz a un sonido suave y profundo, fue inmensamente popular"("Gentleman Jim" por Wayne Forsythe, Country Song Roundup, agosto de 1975)
La popularidad internacional de Jim escaló durante 1960, sin embargo algunas veces sobrepasando su localidad lo que ayudó a que la música country encontrara otros mercados a nivel mundial por vez primera.

### Sudáfrica
A principios de los 1960, Reeves era más popular que Elvis Presley en Sudáfrica y grabó numerosos álbumes en Afrikáans. En 1963 viajó y estelarizó la película sudafricana Kimberley Jim, lanzada con un especial prólogo y epílogo en los cines sudafricanos presentado a Reeves como un verdadero amigo del pueblo. El film fue producido, escrito y dirigido por Emil Nofal.

### Islas británicas
Reeves viajó a Bretaña e Irlanda en 1963 entre sus viajes a Sudáfrica y Europa. Reeves y The Blue Boys estuvieron en Irlanda del 30 de mayo al 19 de junio con un viaje a las bases militares americanas para posteriormente regresar a Irlanda. Actuaron en muchos pueblos de Irlanda, aunque Reeves ocasionalmente interrumpía sus actuaciones porque no estaba satisfecho con el piano. En una entrevista que data de junio de 1963 otorgada a la revista Spotlighs, Reeves expresó su contrariedad acerca de la agenda de la gira y la condición de los pianos pero complacido con la audiencia.
Planeó grabar un álbum de canciones irlandesas populares, y logró colocar tres canciones en Irlanda en 1963 y 1964 estas fueron: "Welcome To My World", "I Love You Because", y "I Won't Forget You". Reeves colocó en total 11 canciones en las listas irlandesas de 1962 a 1967. Grabó dos baladas irlandesas como fueron Danny Boy y Maureen.
Le fue permitido actuar en Irlanda por la Federación Irlandesa de Músicos bajo la condición de compartir las ganancias con las bandas irlandesas tradicionales, siendo popular en 1963. La Federación Británica de Músicos no le permitió actuar porque no existía acuerdo para que bandas británicas viajasen a América en intercambio con los Blue Boys tocando en Gran Bretaña. Sin embargo Reeves apareció en la radio y televisión Británica.

### Noruega
Reeves visitó Njårdhallen, Oslo el 16 de abril de 1964 junto a Bobby Bare, Chet Atkins, the Blue Boys y The Anita Kerr Singers. Tuvieron 2 conciertos; el segundo fue televisado y grabado por la red noruega (NRK- Norsk Rikskringkasting). A pesar de que el concierto no fue grabado completo, se incluyeron algunos de los últimos de Reeves. Se comenta que cantó "You're the Only Good Thing (That's Happened to Me)" en esa sección. El programa fue retransmitido muchos años después varias veces.
Su primer éxito en Noruega"He'll Have to Go", alcanzó la posición 1 dentro de las 10 grandes por 29 semanas."I Love You Because" fue su gran éxito en Noruega al alcanzar la posición 1 durante 39 semanas, sus álbumes se vendieron durante 696 semanas en el Top Chart convirtiéndolo en uno de los artistas más populares en Noruega.

## El fatal accidente aéreo
El 31 de julio de 1964, Reeves y su socio y mánager artístico Dean Manuel (quien también era pianista de los Blue Boys) dejaron Batesville, Arkansas, en dirección a Nashville a bordo de una aeronave monomotor Beechcraft Debonair con Reeves en los controles, los dos habían logrado un permiso en alguna propiedad (Reeves había tratado infructuosamente adquirir la propiedad de la familia LaGrone en Deadwood, Texas al norte de su natal Galloway).
Mientras volaban sobre Brentwood, Tennessee se encontraron con una violenta tormenta eléctrica. Una subsecuente investigación mostró que el pequeño avión había quedado atrapado dentro de la tormenta y Reeves sufrió de desorientación espacial. Se creyó entonces que estaba volando al revés y asumió que estaba incrementando su altitud para esquivar la tormenta. El avión desapareció de las pantallas de los radares cerca de las 5 p. m. así mismo la comunicación por radio también se perdió. Cuando los restos de la aeronave fueron encontrados 42 horas después, se descubrió que el motor y la nariz del avión estaban enterradas en la tierra debido a la fuerza del impacto. El sitio del choque se localizaba en un área boscosa al norte-noreste de Brentwood casi en la unión de Baxter Lane y Franklin Pike Circle, justo al este de la interestatal número 65, y al sudoeste del Aeropuerto Internacional de Nashville que era donde Reeves planeaba aterrizar. Coincidentemente, Reeves y Randy Hughes, el piloto de la desaparecida Patsy Cline, ambos fueron entrenados por el mismo instructor.
La mañana del 2 de agosto de 1964, los cuerpos de Reeves y Manuel fueron hallados dentro de los escombros a la 1 p. m. (hora local) las estaciones de radio locales anunciaron oficialmente la muerte del cantante. Miles se dirigieron ahí para rendir su pésame en el funeral ocurrido el 4 de agosto. El ataúd, cubierto de flores por sus fanes fue conducido por las calles de Nashville hasta el sitio de su descanso eterno ubicado cerca de Carthage, Texas.
La última sesión de Jim en los estudios de la RCA produjo "Make the World Go Away", "Missing You", y "Is It Really Over?". Cuando la sesión concluyó, con un poco de tiempo de sobra agendado, Jim sugirió grabar un tema más éste fue "I Can't Stop Loving You" que quedó como su última grabación para la RCA. Hizo todavía una última grabación en un pequeño estudio en su hogar en julio de 1964 Reeves grabó "I¡m Hit Again" usando una guitarra acústica como acompañamiento. Esa grabación nunca fue lanzada , pero apareció en una colección de canciones de Reeves, después de que la RCA vendió los derechos que tenía sobre las canciones de Jim.

## Legado
Jim fue elegido de manera póstuma para ocupar un sitio en el Salón de la Fama de la Música Country en 1967, fue honrado al declarar: "El estilo aterciopelado del Caballero Jim Reeves fue una influencia internacional. Su rica voz atrajo nuevos fanes a la música country desde cualquier rincón del mundo". "Aunque el accidente aéreo le privó de la vida, la posteridad mantendrá su nombre vivo porque le recordarán como uno de los más importantes intérpretes de la música country".

## Álbumes
Discografía de Jim Reeves